# Scripps Institution of Oceanography
Scripps Institution of Oceanography (soms aangeduid als SIO of Scripps) in La Jolla, Californië, is een van de oudste, grootste en belangrijkste centra voor wetenschappelijk oceanologisch onderzoek en opleidingen in de wereld. De 1300 medewerkers houden zich bezig met oceanografisch onderzoek met behulp van een oceanografische onderzoeksschepen en laboratoria aan de wal. Bekend voor het publiek is het Birch Aquarium.

## Onderzoeksprogramma's
Het onderzoeksprogramma van het instituut omvat onder meer biologische, natuurkundige, scheikundige, geologische geofysische studies van de oceanen. Scripps bestudeert ook de interactie van oceanen met de aardatmosfeer en milieukwesties op terra firma. Het instituut biedt doctorale opleidingen in oceanografie, mariene biologie en aardwetenschappen.
Het instituut heeft een budget van meer dan $140 miljoen en beheert een vloot van vier onderzoeksschepen. Het beheerde ook het Deep Sea Drilling Program.
Het wordt gezien als de Westkust tegenhanger van het Woods Hole Oceanographic Institution in Massachusetts. De analogie gaat niet helemaal op, omdat Scripps een onderdeel is van de University of California, San Diego, terwijl Woods Hole een onafhankelijke non-profit groep is die samenwerkt met het MIT.

## Geschiedenis
Scripps Institution werd opgericht in 1903 als het George H. Scripps Memorial Marine Biological Laboratory, een onafhankelijk biologisch ondezoekslaboratorium van zoölogie professor William E. Ritter van de Universiteit van Californië. Hij werd ondersteund door Ellen Browning Scripps en later haar broer E. W. Scripps. Zij financierden Scripps tijdens de eerste jaren.
In 1912 werd Scripps onderdeel van de Universiteit van Californië en werd omgedoopt tot Scripps Institution for Biological Research. Tijdens de jaren 60 werd het onder directeur Roger Revelle basis van de Universiteit van Californië - San Diego.

## Onderzoeksschepen

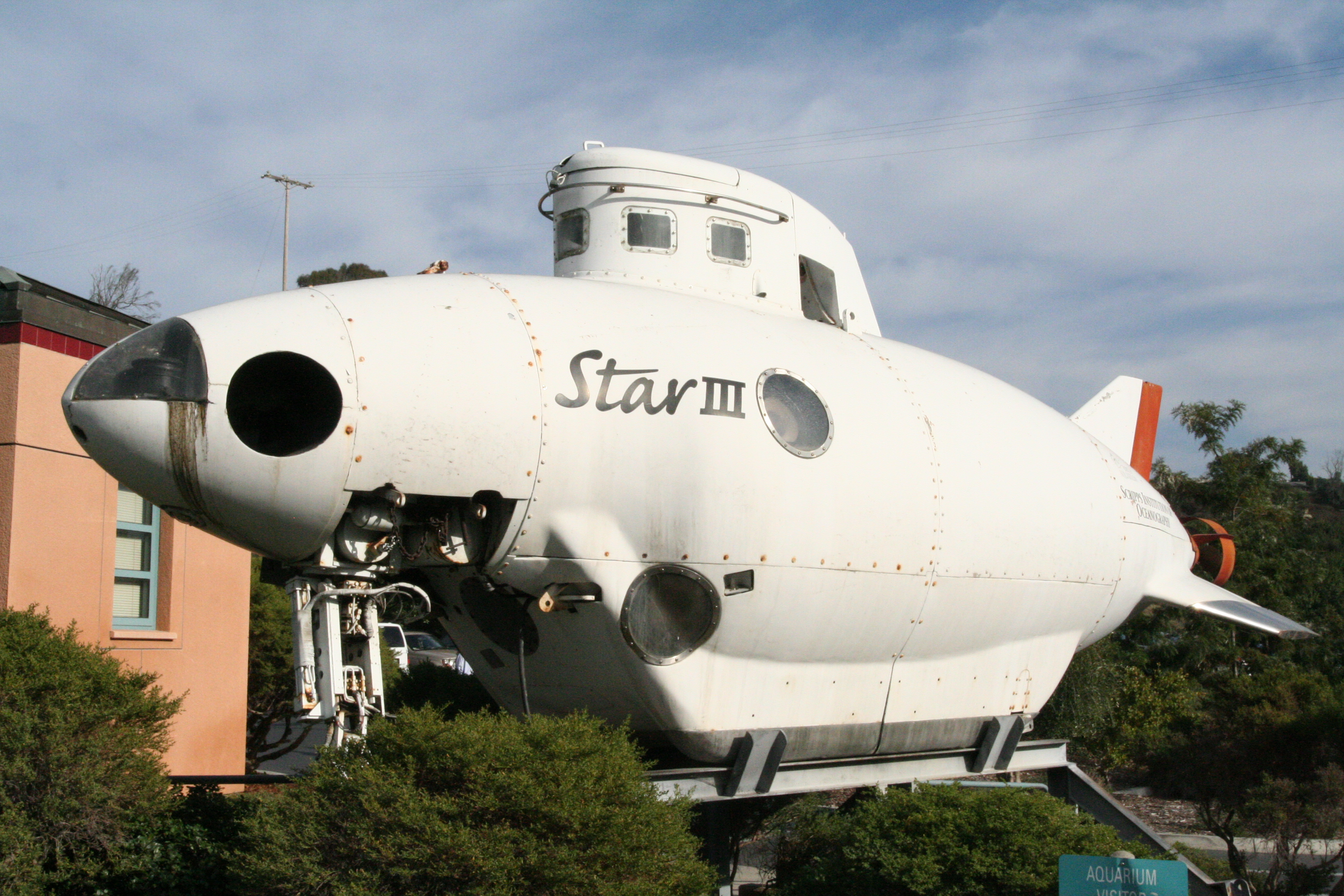
Buiten gebruik zijnde onderzeeboot Star III

De onderzoeksschepen en platformen die op dit moment beheerd worden door Scripps Institution of Oceanography zijn:
- R/P FLIP
- R/V Roger Revelle (AGOR-24)
- R/V Melville (AGOR-14)
- R/V New Horizon
- R/V Robert Gordon Sproul